# گاردن سیتی (کارولینای جنوبی)
گاردن سیتی(به انگلیسی: Garden City) شهری در ایالت کارولینای جنوبی کشور ایالات متحده آمریکا است که جمعیت آن در سرشماری سال ۲۰۱۰ میلادی، ۹٬۲۰۹ نفر بوده‌است.